# 仲村星虹
仲村 星虹（なかむら てぃな、2004年2月16日 - ）は、日本のアイドル。福岡県出身。De-SOUND所属。USEN-NEXT I'moonの元ダンサー。

## 略歴
2014年、北九州にあるA-studiofanily(ダンススクール）で小学生のみで結成されたアイドルグループ「Soror❤ベイビ→ズ」（ソロル ベイビーズ）のリーダーを務める。福岡を拠点に活動。
2015年、福岡市内で開催された博多どんたくでEXIDの「UP&DOWN」を踊り、水着ファッションショーに出演し、注目を集め、NEVERまとめや海外のニュースで報道される。
2016年、4月から6月迄くるーず〜CRUiSE!を兼任。6月ディスカバリーネクストに所属。
2017年、4人組ダンスボーカルグループの新ユニット「Lips of an angel」を結成するため、「Soror❤ベイビ→ズ」は消滅した。
2017年、「Lips of an angel」として博多どんたくに出演。
2021年、11人(元12人)のグループ「USEN-NEXT I'moon」としてD.LEAGUEに出演。
2025年7月14日より、De-SOUNDに所属。

## 出演

### D.LEAGUE
USEN-NEXT I'moonのメンバーとして出場
- 第一生命 D.LEAGUE 20-21
- 第一生命 D.LEAGUE 21-22
- 第一生命 D.LEAGUE 22-23